# Spaniocelyphus fuscipes
Spaniocelyphus fuscipes är en tvåvingeart som först beskrevs av Macquart 1851.  Spaniocelyphus fuscipes ingår i släktet Spaniocelyphus och familjen Celyphidae. Inga underarter finns listade i Catalogue of Life.